# أبيوقا (كوم حمادة)
قرية أبيوقا هي إحدى القرى التابعة لمركز كوم حمادة في محافظة البحيرة في جمهورية مصر العربية. حسب إحصاءات سنة 2006، بلغ إجمالي السكان في أبيوقا 7794 نسمة، منهم 4024 رجل و3770 امرأة.

## التاريخ
قرية أبيوقا من القرى القديمة، وردت في التحفة السنية لابن الجيعان باسم «أبيوقة» من أعمال البحيرة، وفي تاريخ سنة 1228هـ/1813م باسمها الحالي.